# Arroyo Apeleg
El Apeleg es un arroyo que se encuentra en la provincia del Chubut en la Patagonia, República Argentina. Es tributario del río Senguer, formando parte de la cuenca endorreica con el río Chubut.

## Recorrido
Nace en la Sierra de Apeleg a una altura aproximada de 1740 msnm en donde se registran precipitaciones níveas medias que superan los 1.600 mm anuales. El recorrido del curso es en sentido este. En su cuenca alta, el Apeleg recibe las aguas de los arroyos Apeleg Grande, Apeleg Chico, y La Bolsa (emisario del arroyo Frías). Aguas abajo, en el límite del departamento Tehuelches con el departamento Río Senguer, recibe por margen izquierda el aporte del arroyo Shaman (emisario de la laguna Azul y del arroyo Puma) cuyas nacientes también se hallan en la cordillera andina. El Shaman fluye hacia el este desviándose luego hacia el sudeste hasta desaguar en el Apeleg. Aproximadamente 10 km antes de su confluencia con el Genoa, el Apeleg recibe el aporte del cañadón Pastos Blancos por margen derecha. Finalmente, gira, para tomar sentido sudeste hasta dar sus aguas al arroyo Genoa, quién descarga sus las aguas al río Senguer, en las cercanías de Los Tamariscos.

## Historia
Los arroyos Genoa y Apeleg a principios del siglo XX se asemejaban a ríos caudalosos y eran llamados ríos según los mapas contemporáneos. Estos arroyos y el Senguerr confluyen en el valle recto Choiquenilahue de 10 kilómetros de largo por 3 de ancho. El valle tiene un fondo plano, pendiente suave, de laderas empinadas que hacia el sur aumentan de altura. En el extremo sur del Choiquenilahue, el río Senguer, hasta entonces impetuoso y de aguas transparentes, describe una abrupta curva en dirección al sur y sus aguas se vuelven perezosas y por momentos turbias. En ese codo se concentran los últimos islotes de bosques de ñires. El bosque acompaña el curso del río por más de cien kilómetros de distancia, desde su nacimiento en la cordillera de los Andes hasta el corazón de las mesetas. Este bosque es una rareza en la agreste Meseta patagónica que es recorrida por el Senguer.
Los testimonios de exploradores nacionales y extranjeros informan del valle utilizado como asentamiento semi permanente o campamento de tolderías tehuelches. En 1883, allí encontraron refugio 60 tehuelches que lograron escapar de las tropas del ejército argentino tras el combate de Apeleg, el penúltimo de la Conquista del Desierto. Sin embargo, a los pocos días fueron tomados prisioneros y conducidos a pie hasta Valcheta, en Río Negro, distante unos 600 kilómetros de distancia.
En 1890 Eduardo Botello, explorador del Museo de La Plata, se estableció en el valle al formar familia con una de las hijas del cacique tehuelche Manikeke. Se transformó en el primer colono del sur de Chubut. Sus primeros clientes fueron los 300 tehuelches que residían en los alrededores, a los que se fueron sumando exploradores, colonos y manzaneros (hoy mapuches) despojados de sus tierras en el norte de Patagonia. El paraje sumó importancia al transformarse en una encrucijada o un nudo comunicacional.  Los viajeros que se movilizaban a caballo o en carros, en el comercio de Botello accedían a alojamiento, comida y provisiones. Debido a la abundancia de agua y pasturas, confluían grandes arreos de vacunos, caballares y ovinos.